# Gertrude Selby
Gertrude Selby fue una actriz estadounidense que trabajó en Hollywood en la época del cine mudo. Apareció en docenas de películas entre 1914 y 1920, la mayoría comedias cortas.

## Primeros años y educación
Gertrude nació en Filadelfia siendo hija de William Selby y Olga Hansen, y fue educada en la ciudad de Nueva York.

## Carrera
Comenzó su carrera como actriz de vodevil antes de introducirse en la incipiente industria cinematográfica hacia 1914, trabajando con frecuencia en comedias de la L-KO.
En 1919, a la edad de 24 años, se casó en Beverly Hills, California, con el acaudalado Townsend Netcher, de la alta sociedad de Chicago, tras un noviazgo de tres semanas, en contra de los deseos de la familia de Necher. La pareja se divorció a finales de la década de 1920, y Selby presentó una demanda por crueldad. Netcher se casó más tarde con la actriz Constance Talmadge.
Selby parece haberse retirado de la actuación en la época en que se casó con Netcher, y pasó varios años después del divorcio viviendo en España con su madre y su hermana. Las tres fueron evacuadas de su apartamento en Barcelona al comienzo de la guerra civil española.
Selby pasó entonces un tiempo en un ático de París antes de regresar a Estados Unidos a principios de la década de 1940, al estallar la Segunda Guerra Mundial. No parece haberse vuelto a casar.

## Filmografía seleccionada
- Easy to Make Money (1919)
- Kidder & Ko (1918)
- Twenty-One (1918)
- The Double Room Mystery (1917)
- A Child of Mystery (1916)
- The Sign of the Poppy (1916)